# Gouden schijf van Moordorf

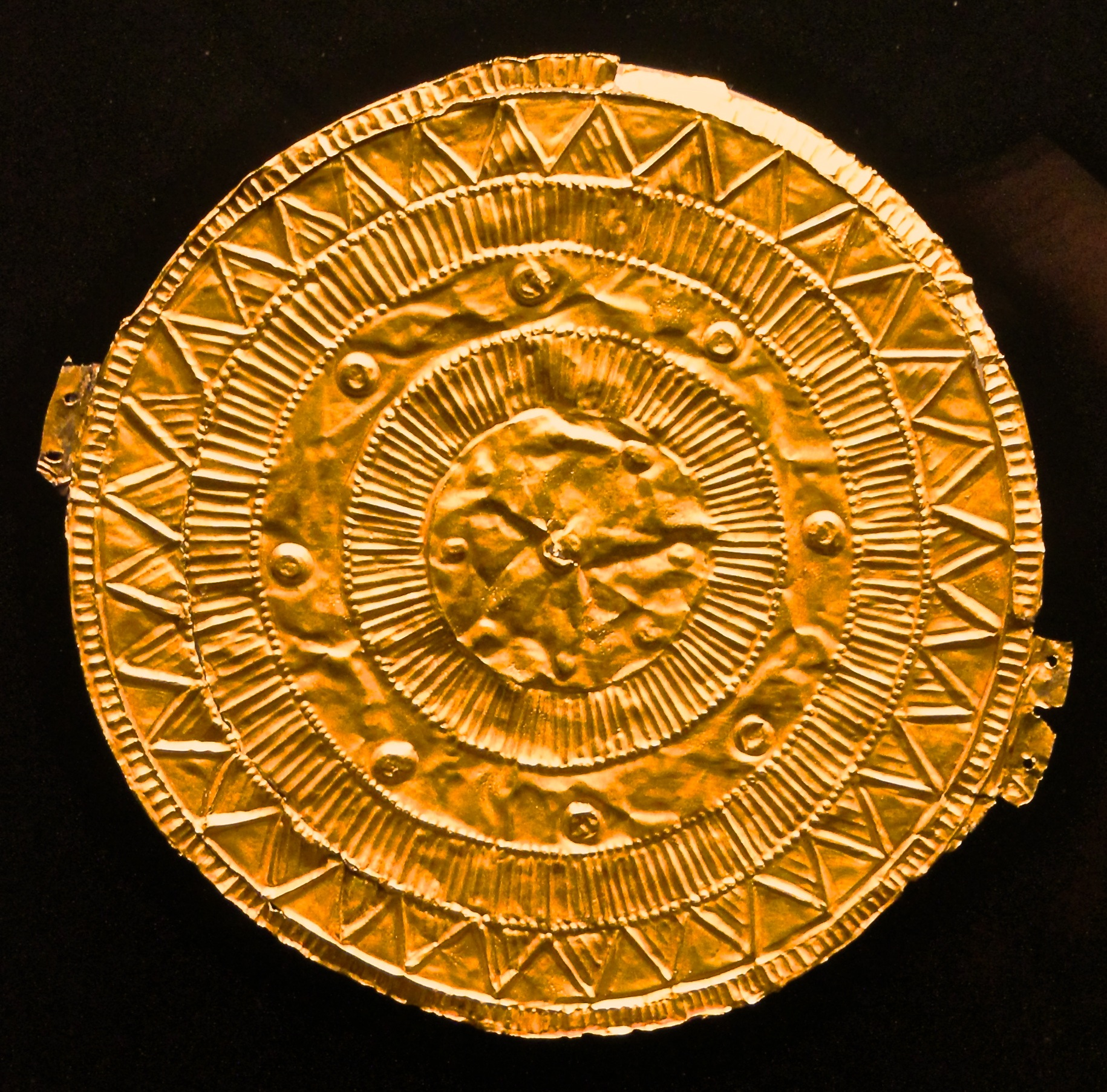
De zonneschijf van Moordorf

De gouden schijf van Moordorf, ook wel de zonneschijf van Moordorf genoemd, dateert waarschijnlijk uit periode II van de Noordse bronstijd (1500-1300 v.Chr.). Het werd ontdekt in 1910 in de stad met dezelfde naam in Oost-Friesland . De schijf is sinds 1926 eigendom van het Staatsmuseum van Nedersaksen in Hannover, en wordt beschouwd als een van de belangrijkste vondsten uit de bronstijd in Nedersaksen. In 2016 kwamen er ernstige twijfels over de echtheid van de gouden schijf, waarover sindsdien intensief wordt gesproken.

## Vondst- en tentoonstellingsgeschiedenis
De Moordorfer Vitus Dirks vond de gouden schijf in maart 1910 tijdens het graven naar turf. Hij schatte de waarde verkeerd in en gaf het aan zijn kinderen om mee te spelen en stopte het vervolgens in zijn kamerkast. Een handelaar kocht de schijf samen met een antiek keramisch vat in 1919 voor drie mark en verkocht het door aan de schroothandelaar David Rück uit Aurich. Toen hij kort daarna naar Neurenberg verhuisde, nam hij de schijf mee. In 1920 bood hij de schijf aan het British Museum in Londen. Deze weigerde echter het aanbod omdat de koopprijs te hoog leek. Kort daarna kocht een archeoloog van het Römisch-Germanisches Zentralmuseum in Mainz de schijf voor 450 mark nadat hij hem in een etalage had gevonden. In 1926 liet het museum het na aan het Provinciaal Museum van Hannover, de voorloper van het huidige Staatsmuseum van Nedersaksen in Hannover, dat de schijf tot op de dag van vandaag bezit. Kopieën van de schijf worden tentoongesteld in het Moordorf Moor Museum, het Ostfriesisches Landesmuseum Emden en het Aurich Historisch Museum. Er zijn in totaal minstens 74 replica's.
Nog in de jaren twintig van de twintigste eeuw was het mogelijk om via een krantenoproep te achterhalen wat er werd gevonden en waar het werd gevonden. In 1927 werd ter plaatse een vervolgonderzoek uitgevoerd. Het bleek dat het waarschijnlijk begraven lag in een 75  centimeter hoge heuvel. In de grond werden sporen gevonden van een rechthoekige put van 1,5 meter breed en 2,3 meter lang. De schijf kan dus uit een graf komen, maar kan ook met opzet als offer zijn afgezet. Als resultaat van onderzoek door het Staatsmuseum van Nedersaksen, behoorde de schijf waarschijnlijk toe aan een begrafenis van een eminente persoon met priesterlijke functies in een grafheuvel. 
Het Ostfriesisches Landesmuseum Emden presenteerde het in de 1e helft van 2013 in het kader van de Duits-Nederlandse archeologietentoonstelling "Land der Entdeckungen – Archäologie des friesischen Küstenraums" voor het eerst in Oost-Friesland.

## Uiterlijk
De schijf heeft een diameter van 14 centimeter, een materiaaldikte van 0,14 millimeter en een gewicht van 36,17 gram. Het bestaat uit goud, waar 0,1% zilver en 0,03% lood aan is toegevoegd. De samenstelling van het gebruikte goud valt buiten alle materiaalgroepen die in Centraal-Europa werden gebruikt. Het was gemaakt van geraffineerd, d.w.z. gezuiverd, goud. Met de onderzoeksstatus van 1982 werd aangenomen dat het goud uit de oostelijke Middellandse Zee kwam.
Het zeer dunne vel werd eerst uit een klein stukje goud gedreven. De versieringen op de voorkant zijn echter niet gemaakt door ze op een bronzen schijf te plaatsen, d.w.z. gevormd met behulp van een sjabloon, maar van achteren in de schijf gedreven. Meer dan 1000 lijnen en punten werden individueel gestempeld met drevels. Deze fabricagetechniek was in de betreffende periode van de Noordse bronstijd in de regio niet bekend
In het midden had de schijf oorspronkelijk een platte kromming, die nu is ingedrukt. Er zijn acht kleine, spijkerkopachtige uitsteeksels aan de rand. Aan de buitenkant volgt een cirkel bestaande uit radiale stralen, een cirkel van weer acht kleine bulten, nog een stralencirkel en ten slotte een cirkel gevuld met 32 gearceerde driehoeken. De schijf heeft ook twee lipjes die uit het oorspronkelijk grotere blad goud zijn gesneden. Er is geen betrouwbare kennis over het exacte gebruik van de schijf. De twee lipjes suggereren dat de schijf, vergelijkbaar met de Zonnestrijdwagen van Trundholm, oorspronkelijk aan een basis was bevestigd. Er wordt aangenomen dat het een symbool van de zon is.

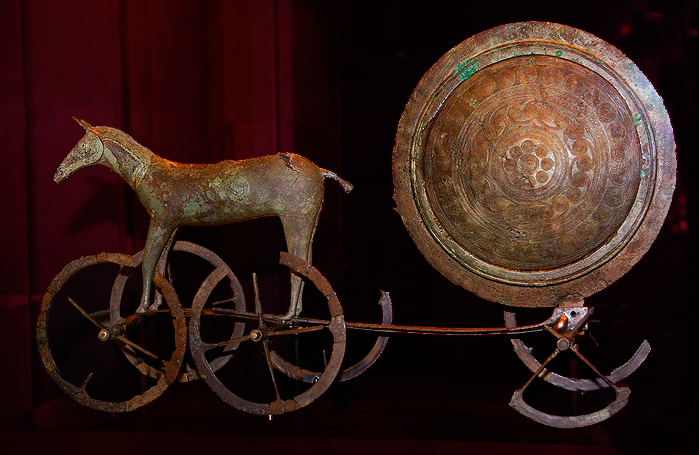
Onvergulde "achterkant" van de zonnewagen

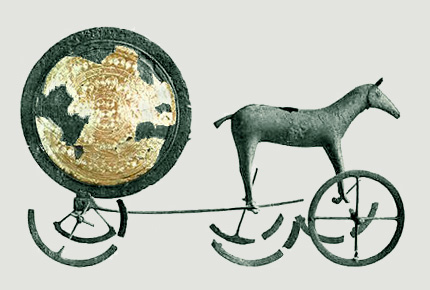
Trundholm Zonnewagen

Door de omstandigheden van de vondst is het moeilijk om de schijf te interpreteren. Een mogelijke verklaring levert de Zonnestrijdwagen van Trundholm. Deze gouden schijf is gemonteerd op een bronzen schijf die wordt voortgetrokken door een paard. Flemming Kaul van het Deens Nationaal Museum in Kopenhagen interpreteert dit als een abstracte weergave van de mythische reis naar de zon. De met goud bedekte zijde van de schijf symboliseerde waarschijnlijk de dag, terwijl de donkere zijde voor de "nachtzijde" staat. Vermoedelijk werden dergelijke praalwagens op processies vervoerd.
In de mythen van de oudere bronstijd trok een paard waarschijnlijk de zon over het firmament (zie zonnegod). In het wereldbeeld van het noorden was zij de producent van licht, warmte en leven, vruchtbaarheid en vooral de regelaar en deler van de tijd. De loop van het jaar ging gepaard met festivals.
De meeste van de tot nu toe ontdekte schijven komen uit West-Europa, vooral Ierland (gouden schijf uit Lattoon, County Cavan). Ze bewijzen de culturele connecties van Oost-Friesland in de bronstijd. Daarnaast geeft de schijf informatie over esthetiek, artistieke creatie, metaalbewerkingstechnieken en religie in deze periode.

## Twijfels over de authenticiteit
Vanaf 2013 werd de authenticiteit van de goudvondsten uit de vestingwerken uit de bronstijd bij Bernstorf in Beieren toenemend in twijfel getrokken, vooral omdat de zuiverheid van het goud, ongebruikelijk voor de bronstijd, argwaan wekte. Kort daarna werd ook de echtheid van de Moordorfer gouden schijf kritisch bekeken, aangezien het enerzijds het stilistisch meest gelijkende bekende stuk is en anderzijds het gebruikte goud een even atypische hoge zuiverheid heeft als dat van Bernstorf. Het Staatsbureau voor Monumentenzorg van Nedersaksen en het Staatsmuseum van Nedersaksen organiseerden in februari 2016 een symposium over de Moordorf-schijf in Hannover. Experts uit verschillende disciplines presenteerden hun onderzoeksresultaten en bespraken de tegenstrijdigheden die met de vondst gepaard gingen. De hoge fijnheid van de schijf van ongeveer 99,8 % goud, dat bijna nooit voorkomt in oude goudvondsten, was al vroeg bekend en werd bewezen door een spectrale analyse in de jaren zeventig.

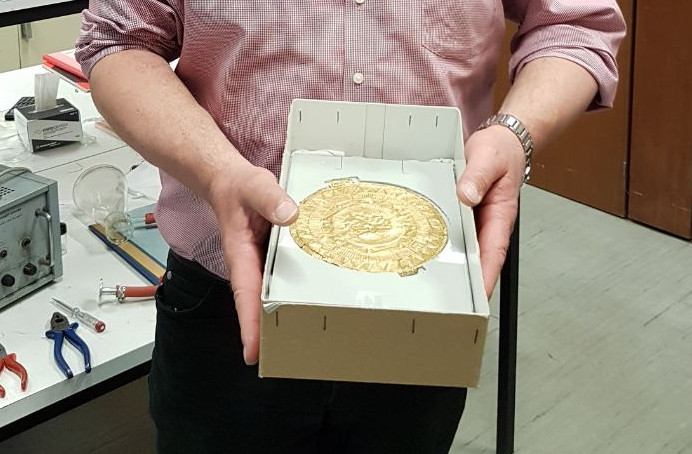
De Moordorf gouden schijf tijdens laboratoriumtests in mei 2017

Hernieuwde studies door de archeometrist Ernst Pernicka van het Curt Engelhorn Centre Archaeometry Mannheim en de chemicus Robert Lehmann van de Archaeometry Working Group van de Leibniz Universität Hannover bevestigden het hoge goudgehalte. Robert Lehmann voerde massaspectrometriestudies uit met behulp van laserablatie om de vingerafdruk van sporenelementen en de isotopenverhoudingen van het materiaal te bepalen. Volgens hem is de schijf gemaakt van goud uit de 20e eeuw  het materiaal is atypisch voor historisch goud. Ernst Pernicka ziet een kans van 70 % dat de schijf is gemaakt van een moderne goudlegering. Aan de andere kant beschouwen sommige archeologen op basis van hun onderzoek de gouden schijf als authentiek en de bronstijd als zeer waarschijnlijk. De specifieke sporen van fabricage en opslag op de gouden schijf spreken voor een werk uit de bronstijd. De decoratie toont een bronstijdstijl en komt overeen met bekende goudvondsten uit de bronstijd. 

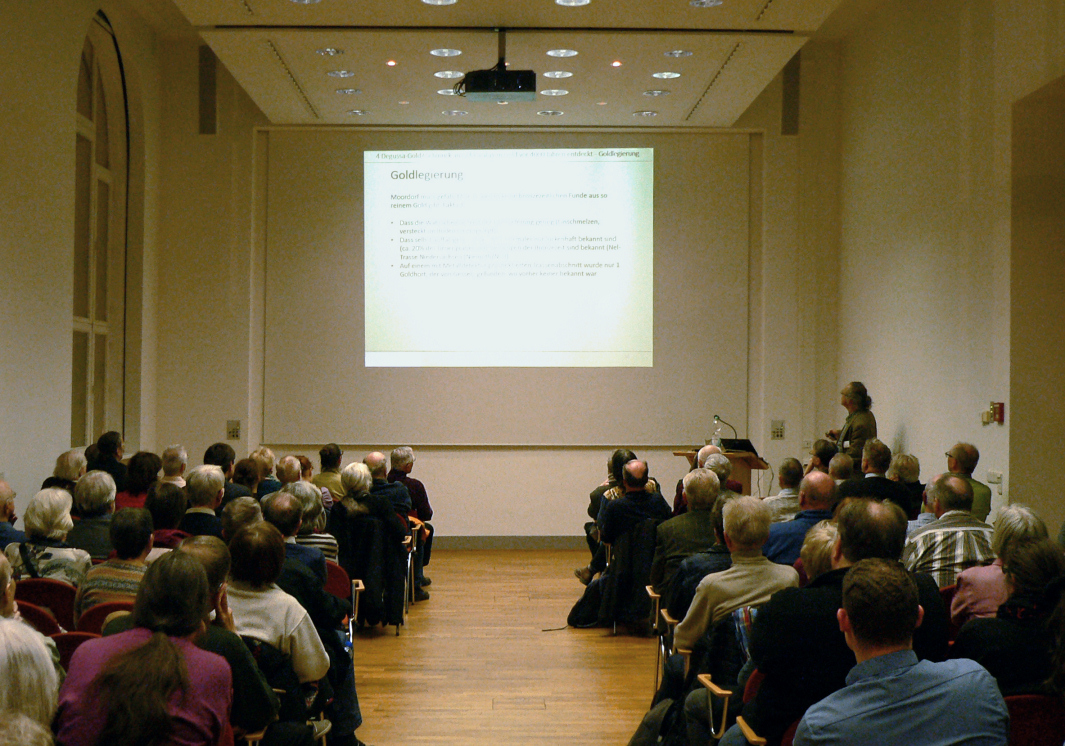
Lezing over de gouden schijf van Moordorf in het Staatsmuseum van Nedersaksen in Hannover, 2017

Na de conferentie begin 2016 werd de authenticiteit van de gouden schijf verder besproken en werd er verder wetenschappelijk onderzoek gedaan. In augustus 2016 namen wetenschappers uit Aurich en Hannover grondmonsters aan de rand van de hei bij het Moordorf Moor Museum om ze te vergelijken met sporen op de gouden schijf. Archeologen van het Staatsmuseum van Nedersaksen in Hannover onderzoeken ook de zwarte afzettingen en zandkorrels op het stuk metaal.
Volgens berichten in de Ostfriesen-Zeitung en de Emder Zeitung van oktober 2016 zijn er op een antiekmarkt historische gouden schijven uit Graz verschenen die in veel details lijken op de gouden schijf uit Moordorf. Dit wordt door deskundigen gezien als een aanwijzing dat de Moordorfer schijf uit de bronstijd stamt, omdat een vervalser de gouden schijven, die nu pas bekend zijn geworden, niet kon hebben gekend en ze ook niet als sjabloon had kunnen gebruiken. Er is echter geen gedetailleerdere informatie over de locatie van de schijven. Ze komen uit een privécollectie in Zuid-Duitsland, nadat een kunsthandelaar deze begin jaren 70 op de kunstmarkt van Graz vond. Wetenschappelijke analyses spreken ook tegen de authenticiteit van de gouden schijven van Graz.

## Weblinks
- Beschrijving in het Moormuseum Moordorf (laatst bezocht op 11. november 2016)
- Beschreibung beim Niedersächsischen Landesmuseum Hannover
- Foto van de gouden schijf uit Moordorf op het culturele erfgoed van Nedersaksen
- Informatie over de schijf op de website van de speciale tentoonstelling "Land van Ontdekkingen - Archeologie van de Friese Kustregio" (laatst geraadpleegd op 11. november 2016)